# يوشي وادا (روائي)
يوشي وادا (باليابانية: 和田 芳恵) (6 أبريل 1906 - 5 أكتوبر 1977)؛ كاتب، محرر وروائي ياباني. درس في جامعة شوؤو.